# Тортвейтит
Тортвейтит – редкий минерал, состоящий из скандий - иттриевого силиката (Sc, Y)2 Si 2 O 7. Является основным источником скандия. Встречается в гранитных пегматитах. Он был назван в честь Олауса Тортвейта, норвежского инженера. Имеет серовато-зелёный, чёрный или серый цвет.

## История
Образец прозрачного драгоценного камня был найден в 2004 году и опубликован в «Журнале ассоциации геммологов Великобритании.